# Puigpelat
Puigpelat là một đô thị trong ‘‘comarca’’ Alt Camp, Tarragona, Catalunya, Tây Ban Nha.

## Biến động dân số
| 1900 | 1930 | 1950 | 1970 | 1981 | 1986 |
| ---- | ---- | ---- | ---- | ---- | ---- |
| 680  | 565  | 529  | 434  | 401  | 442  |